# تپه‌حصار تویه رودبار
تپه حصار تویه رودبار مربوط به دوران پیش از تاریخ ایران باستان است و در شهرستان دامغان، بخش مرکزی، روستای تویه واقع شده و این اثر در تاریخ ۱۰ دی ۱۳۸۱ با شمارهٔ ثبت ۶۹۵۱ به‌عنوان یکی از آثار ملی ایران به ثبت رسیده است.